# Estadio Sesquicentenario
El Estadio Sesquicentenario es un recinto deportivo ubicado en la ciudad de Sechura, capital de la provincia de Sechura, Perú. Cuenta con una capacidad o aforo total para 6000 espectadores. Sirve de escenario local para el Defensor La Bocana por la Copa Perú.

## Ubicación
El estadio Sesquicentenario se ubica en el barrio de Las Capillas, tres cuadras al sur de la Plaza de Armas de Sechura. Su tribuna oriente limita con la avenida Simón Bolívar. El coloso está a solo cuatro cuadras del Terminal Terrestre de la ciudad. Además, a solo dos cuadras se encuentra el hotel Loma Dorada, donde suelen hospedarse los equipos que visitan al Defensor La Bocana.

## Origen e inauguración
El origen del estadio se remonta a mediados de la década de los sesenta. El aquel entonces alcalde, Manuel Rey Purizaca, realizó una sesión de concejo el 30 de octubre de 1966 para determinar la construcción del estadio de Sechura. El estadio lleva este nombre debido al Sesquicentenario de la independencia nacional. Se invirtieron alrededor de 50 mil soles para la construcción del estadio, pero al poco tiempo el estadio fue descuidándose y terminó con un maltratado gramado y dos pequeñas tribunas sin el mantenimiento adecuado.
El estadio al momento de su inauguración fue inscrito en Registros Públicos a favor de la Municipalidad Provincial de Sechura. Sin embargo, el estadio pasó a manos del IPD hasta noviembre de 2008, fecha en la que la administración del estadio regresó al municipio. El viejo estadio tenía dos tribunas en mal estado y césped natural.

## Reinauguración
La reinauguración se produjo el 19 de enero de 2014. Tanto la municipalidad provincial como el gobierno regional de Piura trabajaron en la remodelación de la obra que tuvo un gasto de 1'328,911 soles. Se le reemplazó el grass natural por uno sintético, se refaccionaron las tribunas y la pista atlética, se cambió la malla olímpica y se construyó un área especial para discapacitados. Además de todo lo indispensable para un estadio: áreas administrativas, vestidores para dos equipos y árbitros, tópico, almacén, servicios higiénicos y cabinas de transmisión. A la reinauguración asistieron los ex mundialistas Hugo Sotil, Héctor Chumpitaz, Eduardo Malásquez y José Velásquez. Hubo presentaciones artísticas, partidos de campeonato barriales y un amistoso entre las categorías Sub-16 de las academias municipales de Sechura y La Unión. 
Tras el ascenso de Defensor La Bocana, al ganar la Copa Perú 2015, se amplió la capacidad de este recinto para que pueda recibir los encuentros del cuadro sechurano en Primera División. Se techaron las tribunas existentes y se construyeron las tribunas populares norte y sur también se mejoraron las condiciones de los camerinos. El 22 de agosto fue sede del partido entre Defensor La Bocana y Deportivo Municipal por la fecha 1 de las liguilla del Campeonato Descentralizado 2016. 
El 18 de septiembre de 2016 se produjo el récord de asistencia en este recinto. Por la fecha 4 de las liguillas del Campeonato Descentralizado 2016, Defensor La Bocana recibió a Sporting Cristal ante 6.043 espectadores.
Este escenario apenas recibió 4 partidos de Primera División pues en la fecha 9 en el encuentro que La Bocana perdía 0-2 ante Real Garcilaso, hinchas lanzaron piedras al campo de juego. Esto ocasionó una sanción de 2 fechas para el coloso sechurano obligando a Defensor La Bocana a retornar a Bernal.

## Actividades deportivas
En el estadio se lleva a cabo el certamen de la Liga Distrital de Sechura, así como la Etapa Provincial de la misma. Solo tres equipos sechuranos han llegado a la Etapa Regional: José Olaya (2011 y 2012), Rosario Central (2012) y Defensor La Bocana (2013 y 2014). Tras la vergonzosa actuación de los dos primeros en la Etapa Regional 2012 (con retiro incluido), Defensor La Bocana se perfila como el equipo más representativo de la zona. En caso de ascender, Defensor La Bocana no tendría ningún problema en actuar como local en el Sesquicentenario ya que éste cuenta con la capacidad requerida, tanto para Primera como Segunda.

## Finales de Torneos y Definiciones
| Fecha      | Local              | Resultado | Visitante         | Competición                |
| ---------- | ------------------ | --------- | ----------------- | -------------------------- |
| 13-12-2015 | Defensor La Bocana | 2 - 0     | Academia Cantolao | Final Copa Perú 2015 (Ida) |